# Betchete

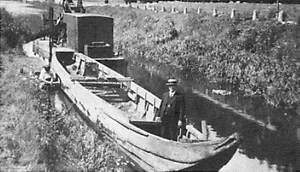
Betchete au XIXe siècle

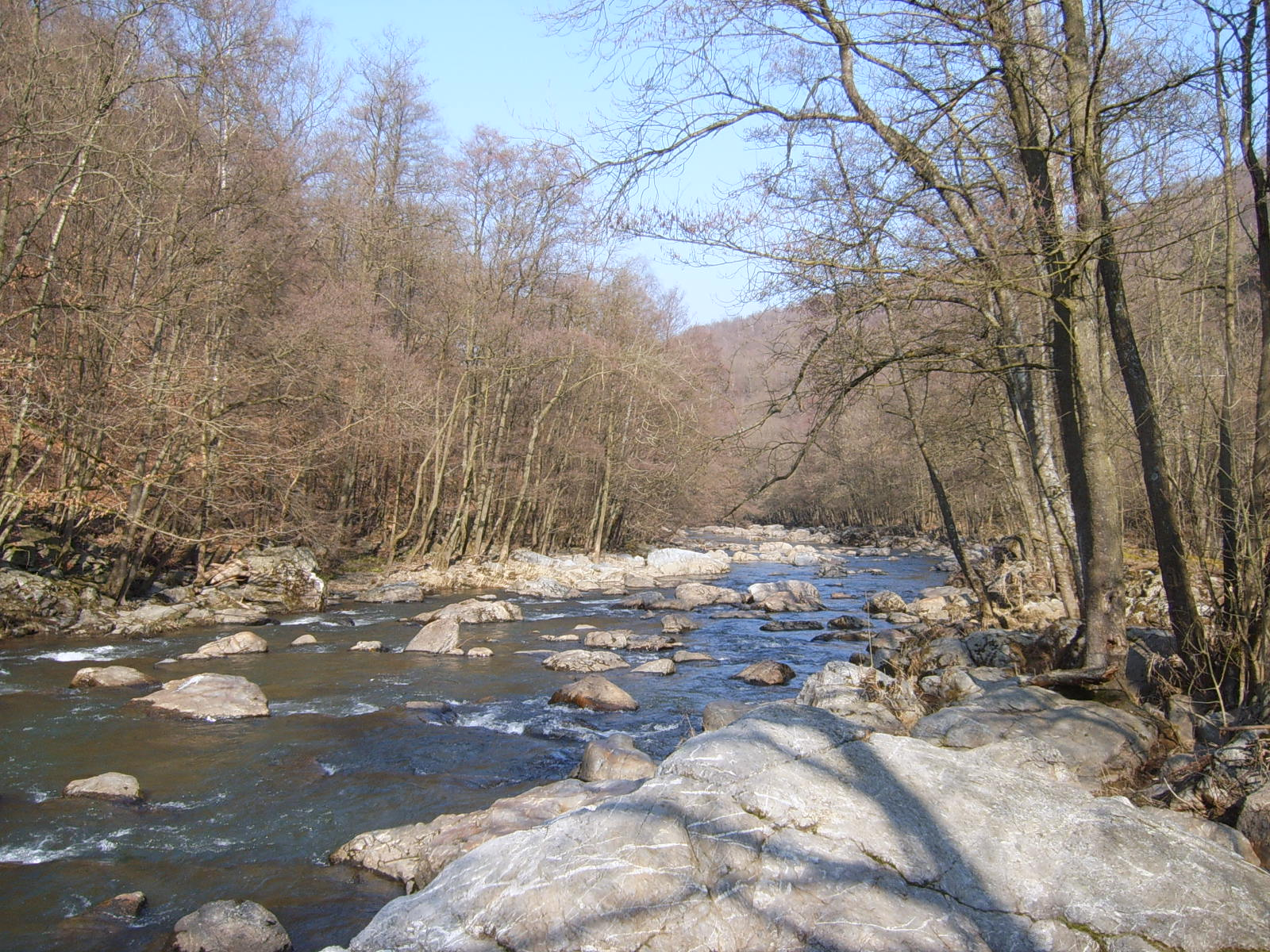
L'Amblève au niveau des fonds de Quareux

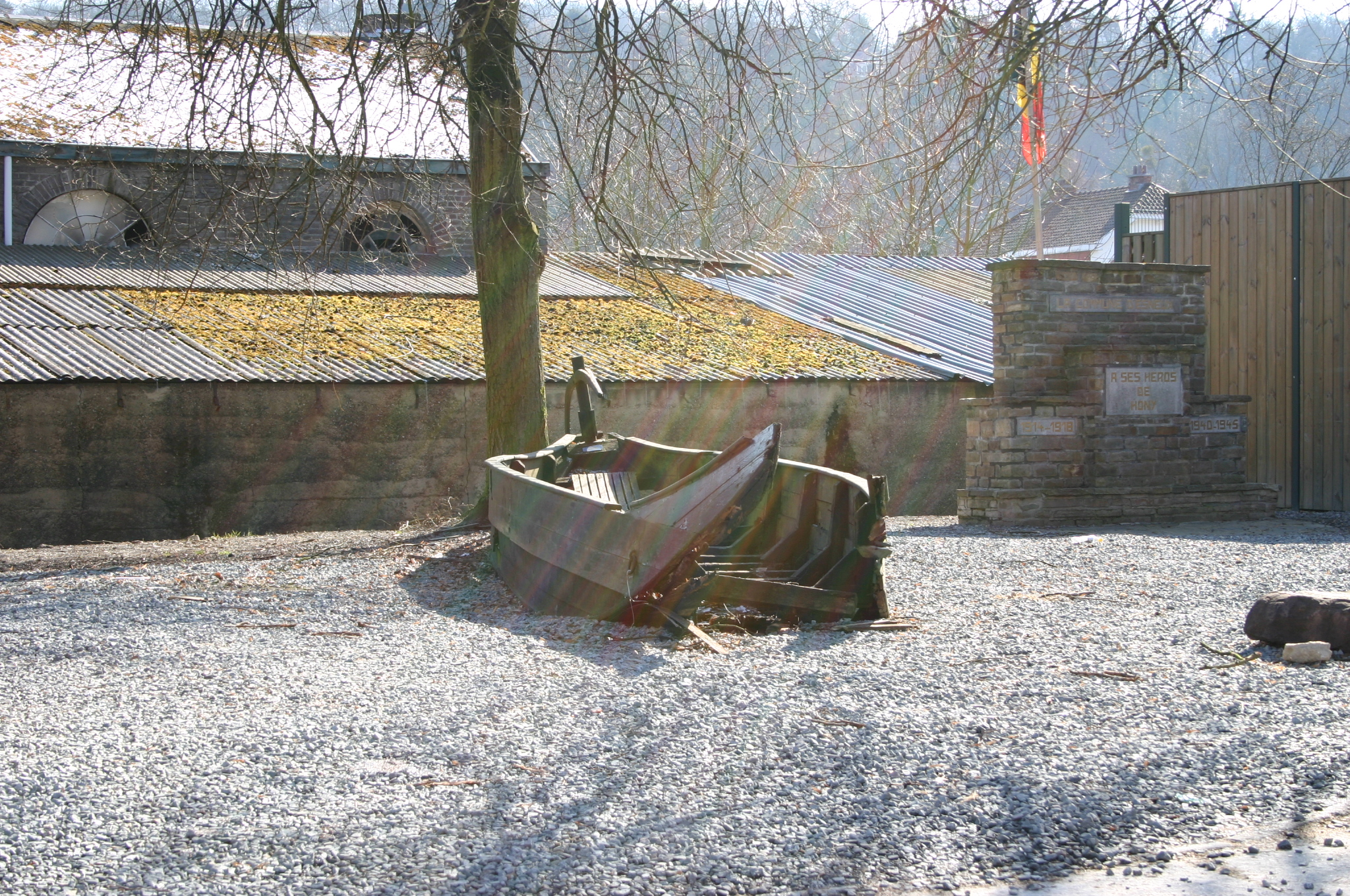
Ancienne betchete à Hony

La betchete (terme d'origine wallonne) était un type de bateau de rivière, long et à fond plat, de taille variable, utilisé  pour le transport des marchandises et des personnes dans le Massif ardennais. On les rencontrait en particulier dans le bassin de l'Ourthe (Ourthe, Vesdre, Amblève, Salm, canal de l'Ourthe), où elles étaient un des moyens de transport utilisés pour l'acheminement des matières premières (minerais, bois) et l'expédition des produits finis de l'industrie liégeoise.
Leur forme était particulièrement adaptée à ces cours d'eau au débit parfois abondant, mais dont le lit était parsemé de rochers et avec par endroits de faibles profondeurs. La forme haute de leur étrave permettait aussi le franchissement des barrages. Elle remontaient généralement les cours d'eau par halage.
Envisagés comme moyen de transport privilégié pour la mise en œuvre du canal de l'Ourthe, leur déclin se fera en parallèle avec la construction des lignes de chemin de fer au cœur du Massif ardennais au milieu du XIXe siècle. Le tunnel de Bernistap à Buret, passant sous la frontière belgo-Luxembourgeoise, fut bâti à leur échelle.

## Folklore et traditions
Chaque année, le troisième week-end d'août, a lieu la « fête de la Betchète » dans le petit village de Hony (Esneux) situé le long de l'Ourthe.

## En wallon
En wallon, le terme signifie avant tout « pointe », « bout » pour tout objet (par exemple : chaussures). Le terme est passé en français de Belgique, notamment à Liège, tant pour son acception généraliste que pour son acception batelière (prononcer « bétchette », n.f). En wallon, il peut servir à simplement désigner une gondole.
Au football, le terme "betchete" est encore d'usage courant pour désigner un tir de la pointe du pied (l'équivalent du "pointu" en France).
betchete d'Oûte : pitit pondant batea ki poirteut des martchandijhes so l'Aiwe-d'-Oûte. (définition motî wallon).
En linguistique, il est utilisé comme traduction de préfixe (voir par exemple wa:Betchete ki- / c(o)-).